# Turbilhonamento

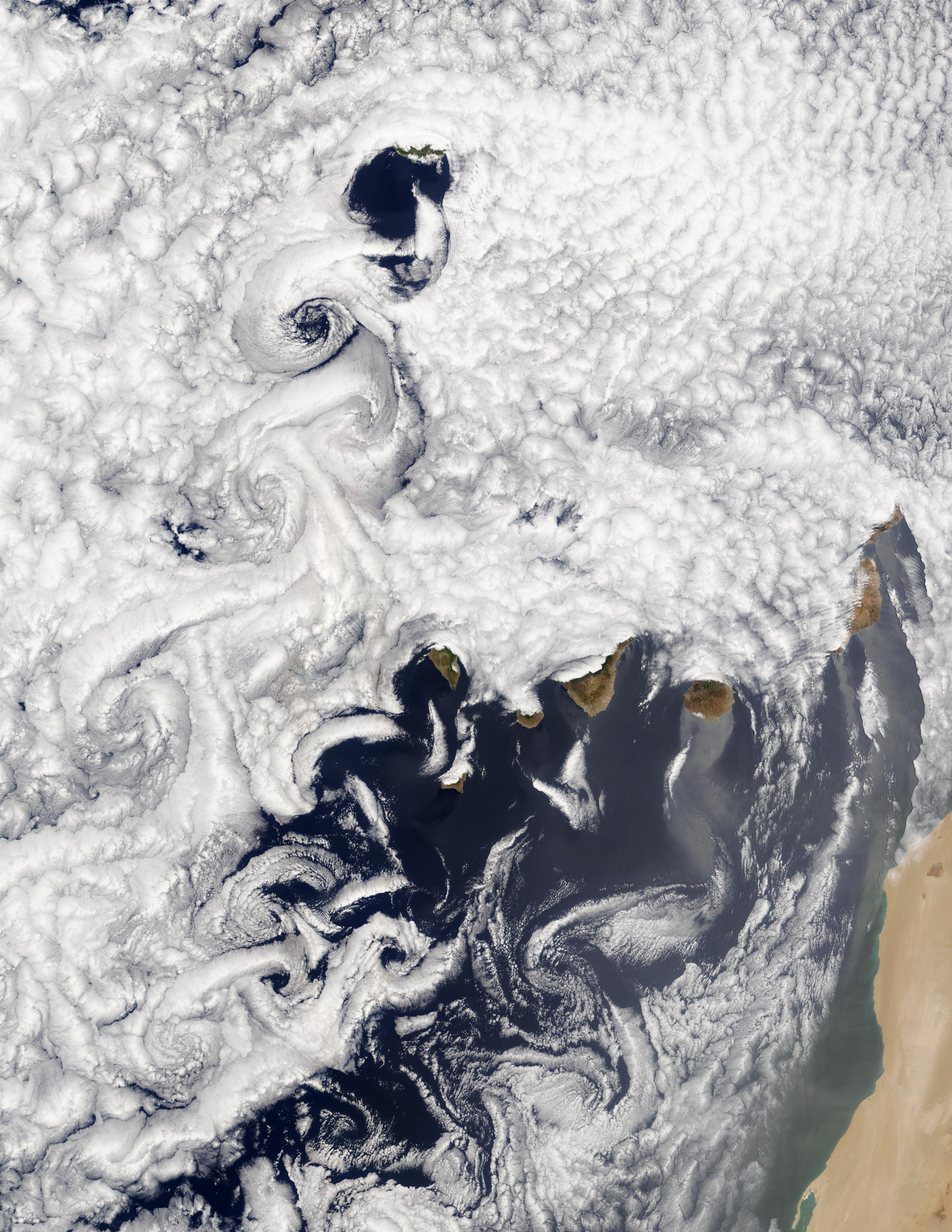
Ventos a favor de obstáculos, neste caso, as Ilhas Canárias ao largo da costa oeste africana, vórtices criam padrões turbulentos chamado "ruas de vórtice".

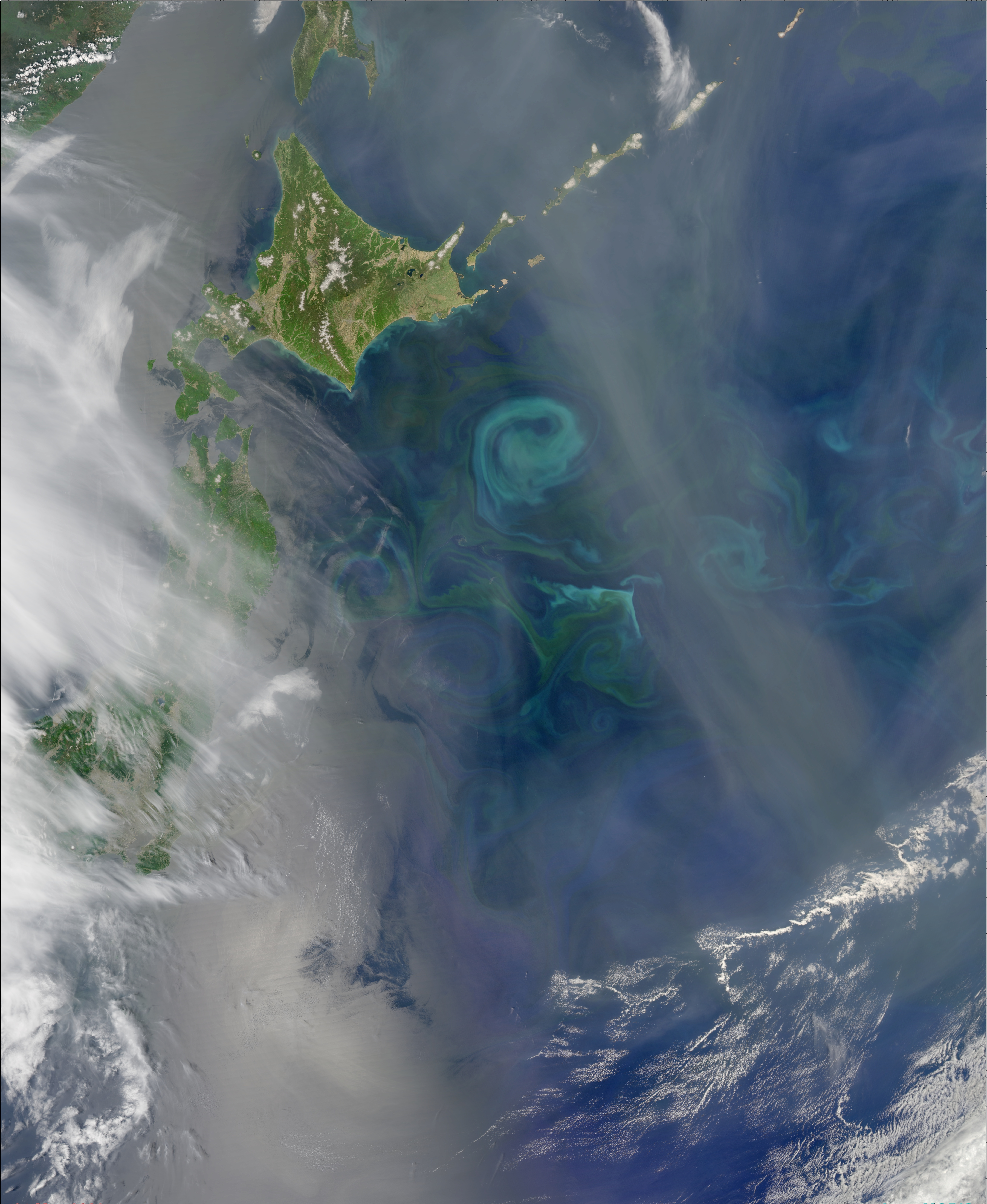
Quando duas correntes (neste caso as correntes Oyashio e Kuroshio) colidem, elas criam turbilhonamentos. Fitoplâncton torna-se concentrado ao longo das fronteiras destes turbilhonamentos, traçando os movimentos da água.

Em dinâmica dos fluidos, um turbilhonamento ou  fluxo de turbilhonamento é o redemoinho de um fluido e a corrente criada quando o fluido flui passando um obstáculo.
Observação: Embora se use o termo corrente para fluxos em fluidos (como em hidrologia), o termo corrente de turbilhonamento é apenas usado para correntes elétricas que são induzidas em um material magnético por um campo magnético que varia em intensidade ao longo do tempo, ou correntes de Foucault.
O fluido em movimento cria um espaço desprovido de fluido a jusante (adiante sentido da corrente) do fluxo no lado abaixo da correnteza do objeto. Fluido atrás do obstáculo flui no vazio criando um redemoinho de fluido em cada borda do obstáculo, seguido por um curto fluxo reverso de fluido atrás do obstáculo acima na correnteza, em direção à traseira do obstáculo. Esse fenômeno é mais visível por trás de grandes rochas emergentes em rios rápido.
Outro tipo possível de turbulência é o vórtice. Esta noção é agora aplicada a gases, os quais tem minadas propriedades iguais as dos líquidos. Aqui, nenhum vazio é criado (pois gases não possuem volume fixo e tendem a ocupar rapidamente o vácuo), mas somente uma área de mais baixa pressão, mas novamente, um refluxo causa a rotação do gás.
O conceito de turbilhonamento é importante, tanto quanto necessário quanto a ser evitado, em diversos campos, como a engenharia química, em processos de secagem, precipitação, decantação, absorção, em reatores químicos e biológicos, nos processos de fermentação e diversos processos industriais e domésticos, como o tratamento de superfícies, por exemplo a decapagem, na indústria metalúrgica e a lavagem de roupas. Encontra profunda aplicação no estudo e projeto de aeronaves, especialmente nas questões aerodinâmicas. Também é importante no funcionamento e na otimização de motores de combustão interna, na mistura de ar e combustível.

## Turbilhonamentos oceânicos de mesoescala
Turbilhonamentos são comuns no oceano, e variam em diâmetro de centímetros a centenas de quilômetros. Os turbilhonamentos de menor escala podem durar por apenas alguns segundos, enquanto os maiores podem persistir por meses a anos. Esses turbilhonamentos que estão entre cerca de 10 e 500 km em diâmetro, e persistem por períodos de dias a meses são comumente referidos em oceanografia como turbilhonamentos de mesoescala.
Um turbilhonamento de mesoescala pode ser formado quando uma corrente oceãnica, tal como a Corrente do Golfo, desenvolve uma instabilidade. Esta instabilidade cresce, causando na corrente um meandro, e, finalmente, um turbilhonamento é pinçado fora do meandro da mesma maneira como um rio sinuoso produz um braço morto). Estes tipos de turbilhonamentos de mesoescale tem sido observados em mitas das principais correntes oceânicas, incluindo a Corrente do Golfo, a Corrente das Agulhas, a Corrente Kuroshio e a  Corrente Circumpolar Antárctica, entre outras.
Turbilhonamentos oceânicos de mesoescale são caracterizados por correntes as quais fluem em um movimento aproximadamente circular ao redor do centrop do turbilhonamento. O sentido de rotação destas correntes pode ser tanto ciclônico como anticiclônico. Turbilhonamentos oceânicos também são geralmente feitos de massas de água que são diferentes daquelas que estão fora do turbilhão. Ou seja, a água dentro de um turbilhonamento geralmente tem temperaturas e características de salinidade diferentes da água fora do turbilhão. Existe uma relação direta entre as propriedades da massa de água de um redemoinho e de sua rotação. Turbilhões quentes giram anti-ciclonicamente, enquanto turbilhões frios giram ciclonicamente.
Porque turbilhonamentos podem ter uma vigorosa circulação associada com eles, são motivo de preocupação para as operações navais e comerciais no mar. Além disso, porque turbilhonamento causam transporte de água anormalmente quente ou fria à medida que movem-se, eles tem uma influência importante no transporte de calor em determinadas partes do oceano.